# Langenloiser Straße
Die Langenloiser Straße B 218 ist eine Landesstraße in Österreich. Sie verbindet auf einer Länge von fast sieben Kilometern die Kremser Straße B 37 mit der Stadt Langenlois und der Kamptal Straße B 34. Seit Fertigstellung der Umfahrung von Langenlois im Jahr 1989 wird keine Ortschaft mehr durchfahren.

## Geschichte
Die Kamptal Straße führte vom 1. Jänner 1949 bis 1954 über Langenlois nach Krems.
Die Langenloiser Straße gehört seit dem 1. Jänner 1972 wieder zum Netz der Bundesstraßen in Österreich.